# 二木あい
二木 あい（ふたき あい、1980年6月30日 - ）は、日本の水族表現家。
環境省「森里川海プロジェクト」海のアンバサダー。mymizuアンバサダー。フリーダイビング（素潜り）「洞窟の中を一息で一番長く泳ぐ」種目でのギネス認定世界記録保持者。フィン無し（90m 2分2秒）は世界初、フィンあり（100m 1分52秒）は世界女性初。

## 人物
- 母親はフリーアナウンサーの二木あつ子。
- 3歳より水泳を始め、石川県はもとより西日本の背泳の数々の記録を塗り替える。
- 高校在学中フランス語習得のため、カナダに1年間の交換留学[4]をする。高校卒業後ドキュメンタリー作家を目指し、アメリカ合衆国、キューバで映像、スペイン語を勉強する[4]。
- 水中動生物の自然の姿を撮影するために、酸素ボンベなしでダイビングする「フリーダイビング（素潜り）」というスタイルを持つ。
- ヨガ修行の結果、水中では6分間息を止めていられる。海外生活が長く、英語・フランス語・スペイン語・イタリア語・タイ語など様々な言語を操る。

## 来歴
2003年、ホンジュラスのウティラ島でスキューバダイビングに出会い、スキューバビデオグラファー、インストラクターを4年間行う。2006年、タイ王国でフリーダイビングと出会う。
2007年、「きれいな海を多くの人に見てほしい」との思いで、素潜りでの水中映像家としての活動を開始。
2009年、メキシコのセノーテアスールにて記録アテンプトを主催し、「コンスタントウェイトウィズアウトフィン」で、アジア女性記録を樹立し、メキシコキンタナ・ロー州知事、石川県野々市町町長より表彰を受ける。
2011年1月 メキシコのセノーテチキンハにてギネス世界新記録を2種目樹立。「洞窟の中を一息で一番長く泳ぐ」種目でフィン無し（90m 2分2秒）は世界初、フィンあり（100m 1分52秒）は世界女性初の快挙。
2012年、水族表現家として、TEDxTokyoにて登壇、「人と水の繋がり」をテーマとしたプレゼンテーションを行う。
2012年、情熱大陸「二木あい」ワールドメディアフェスティバル金賞、NHK特別番組「プレシャスブルー」がシリーズ番組となっている。
2016年、アートの世界にも活躍の幅を広げ、水中モデルとしては『MIYAKEISSEY展 三宅一生の仕事』 に出演、世界的な写真家 Isabel Muñoz とのコラボレーションなど、世界で活躍。
2019年、写真家として個展「中今」をスペイン マドリードにて開催。
2019年12月21日、宮崎県えびの市、村岡 隆明市長より、駐日サンマリノ共和国特命全権大使のマンリオ・カデロと共に「九州きりしま えびの特別環境大使」を委嘱される。
2021年、スペイン政府公的文化機関であるインスティトゥト・セルバンテス東京にて写真展「共に生きる」を開催。

## 出演
- 未来シアター　第１回「フリーダイビング水中表現家」（日本テレビ、2012年4月6日）
- ナツメノオミミ（テレビ朝日、2012年6月16日）
- 情熱大陸「ギネス記録の先にある「美しさ」とは？フリーダイビングの記録保持者が表現する究極の「海の世界」」（TBS[7]、2012年10月7日[8]）
- 日本くぎづけ大学（フジテレビ、2013年3月31日）
- ザ・少年倶楽部プレミアム（NHK BSプレミアム、2013年7月17日）
- NHKドキュメンタリー シリーズ　“Precious Blue” (2014~)第1回 マッコウクジラ / 第2回 シャチ第3回 ジュゴン / 第4回 ガラパゴス
- ぐるナイ夏の初体験Wキャスター美女ゴチ＆岡村さん大感激SP（日本テレビ、2013年7月18日） 素潜りの神ワザマイスターとして出演
- ザ・プレミアム「プレシャス・ブルー　～カリブ海　クジラの親子に出会う海〜」（NHK BSプレミアム、2014年7月19日）
- 夏目と右腕（テレビ朝日、2015年2月22日）
- 1億人の大質問!?笑ってコラえて!2時間スペシャル（日本テレビ、2015年5月6日[9]）
- バイリンガルニュース #222 （2016年7月21日）
- Blancpain Ocean Commitment（2018年）
- Miss International「国際女性起業家フォーラム」（2018年）
- Over the Horizon 2019（2019年Galaxyメイン着信テーマ・ミュージックビデオ、2019年）
- TUREP「海獣の子供」を探して（全国劇場公開映画、2019年）